# Alexandre de Campion
Pour les articles homonymes, voir de Campion.
Alexandre de Campion (Rouen, 1610 - Vert-en-Drouais, 28 février 1668) est un écrivain français.
Frère d'Henri de Campion (1613-1663), il fut attaché à César de Vendôme qu'il quitte pour le duc de Longueville. Un temps l'amant de la duchesse de Chevreuse, qui le « donne » à la reine, très intrigant. Il fut un proche de l'évêque de Beauvais, Potier de Blancmesnil. Alexandre de Campion, avec son frère Henri, a trempé dans le complot de la Cabale des Importants tendant à faire assassiner Mazarin, en 1643. Ce projet est remis à quatre reprises et se heurte autant à l'infortune qu'au manque de détermination de ses instigateurs. À la suite de cette cabale, Alexandre de Campion est contraint de suivre les duchesses de Chevreuse et de Montbazon dans leur exil. Beaufort croira durablement, après sa prison, avoir été trahi par Alexandre.
C'est un poète et un diplomate français, ami de Corneille. Il est l'auteur d'un Recueil de lettres qui peuvent servir à l'histoire et diverses poésies dédié à la comtesse de Fiesque.

## Pour approfondir